# Bob Oosthoek
Bob Oosthoek (Rotterdam, 25 juni 1912 - Nabij Hengelo, 12 oktober 1944) was een Nederlandse toneelspeler, regisseur en verzetsstrijder.

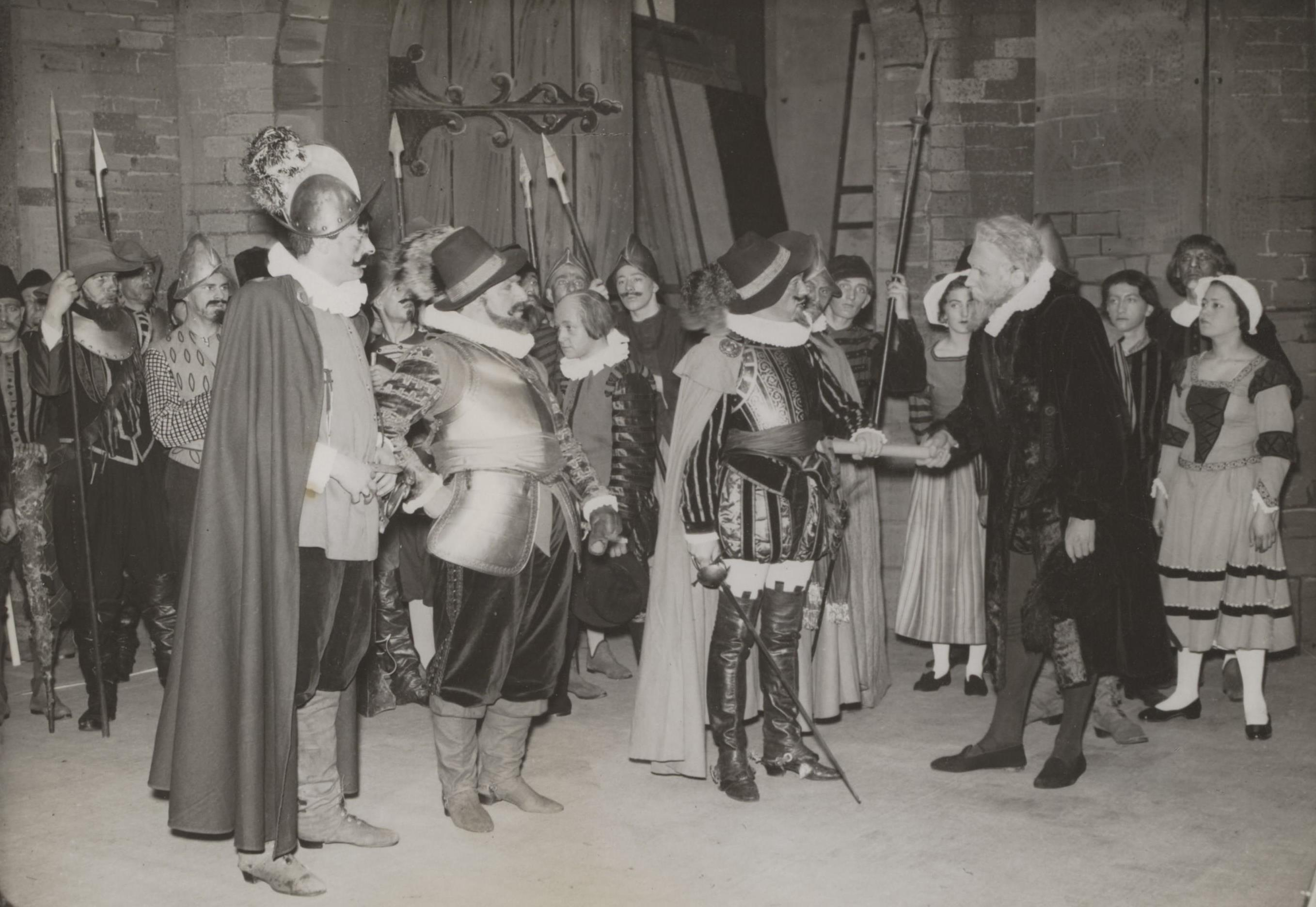
Oosthoek (links) in Het leven der Oranjes (1936)

Bob Oosthoek werd in Rotterdam geboren als zoon van Johan Frederik Oosthoek en Anna Elisabeth Wielaert. Hij ging daar naar school en haalde zijn eindexamen op het Erasmiaans Gymnasium. In 1931 ging hij naar de toneelschool, waar hij in 1934 eindexamen deed.
Nadat hij wat ervaring had opgedaan bij Cor van der Lugt Melsert wilde hij in 1941 het Jong Rotterdams Toneel oprichten, samen met Tonny Blok, maar door de oorlog kwam daar niets van terecht. Hij weigerde lid te worden van de Kulturkammer en ging het verzet in. Oosthoek verhuisde naar Den Haag, werd leider van de AB-verzetsgroep (Algemeen Belang) en noemde zich Van IJsselsteyn. De groep hielp Joden en onderduikers aan veilige adressen. Ze pleegden ook overvallen om aan voedselbonnen te komen.
Op 22 augustus 1944 werd hij gearresteerd. Via het Oranjehotel kwam hij in Kamp Amersfoort terecht. Daarna werd hij op transport gezet naar Neuengamme. Bij Hengelo trof men hem op 12 oktober 1944 dood aan, vermoedelijk was hij uit de trein gesprongen. Hij was getrouwd met voordrachtkunstenares Helène Oosthoek, geboren Helena Francisca Zoetmulder.
Hij werd begraven op de Eerebegraafplaats Bloemendaal. In de foyer van de Koninklijke Schouwburg in Den Haag wordt hij herdacht met een marmeren plaquette.

## Onderscheiden
- Verzetskruis (VK)[3]
- Verzetsherdenkingskruis (VHK)
- Erelijst van Gevallenen 1940-1945[4]

H.J. van Aalderen
· P. van As
· M. Assies
· J.J. Barendsen
· J.A. Beekman
· H.D.J. Beernink
· L.R. Beijnen
· C.J. van den Berg-van der Vlis
· L.A. Bleys
· G. de Boer
· A.A. Bontekoe
· E.J. Bosch ridder van Rosenthal
· D.A. van den Bosch
· I.J. van den Bosch
· J.H. Bosch
· J.C.J. baron Brantsen
· A.L. Charroin
· F.G.M. Conijn
· M. Crans
· R.J. Dam
· F. Datema
· K.H. Derkzen van Angeren
· H. Dienske
· J.L.G. Doornik
· V. Dreyfus
· N. Dupont
· F. Duwaer
· S. Esmeijer
· G.H. Gelder
· J. Gelderman
· W.J. Gertenbach
· E.A. Giran
· O. Giran
· C.H. de Groot
· P.G.S. Guermonprez
· A. Hahn
· W. van Hall
· J.C.H.F. van Hanxleden Houwert
· Th.W.L. baron van Heemstra
· J.J. Hendrikx
· J.L. Hesselberg
· W.J. Heukels
· I. van der Horst
· J. ter Horst
· H.P. Hos
· J.F.H.M. baron van Hövell van Wezeveld en Westerflier
· B. IJzerdraat
· L. Jansen
· A. Kalter
· G.W. Kastein
· A. Keuter
· T.J. Kroeze
· D.M.R.H. Kroon
· H.Th. Kuipers-Rietberg
· A. Meerwaldt
· J.A.A. Mekel
· J.D. van Melle
· D.C.B. Mesritz
· M.-L.C. Meunier
· J.J. Mohr
· J.L. Moonen
· A.C. Nagtegaal
· F. Nieuwenhuijsen
· B. Oosthoek
· J. Oranje
· T. Pannekoek
· J. Post
· A.J. Rozeman
· V.H. Rutgers
· F.R. Ruys
· W. Santema
· J.J. Schaft
· Jhr. J. Schimmelpenninck
· R.L.A. Schoemaker
· G. Schoonman
· W.P. Speelman
· M. van der Stoep
· B.M. Telders
· A.O.H. Tellegen
· O.R. Thomsen
· G. Tieman
· T.W. de Tourton Bruijns
· L.M. Valstar
· G.J. van der Veen
· D. Verloop
· M.A.E. Verspyck
· P.M.R. Versteegh
· C. Vlot
· G. Weidner
· J.H. Westerveld
· H.B. Wiardi Beckman
· J.W. Wildschut
· J.R.E. Wüthrich
· L. Zwanenburg
· Onbekende Joodse soldaat